# 이라크군
이라크군(Iraqi Armed Forces)은 이라크 공화국의 군대이다. 이들은 지상군, 육군 항공 사령부, 이라크 공군, 방공 사령부 및 이라크 해군으로 구성된다. 이러한 주요 서비스 부서와 함께 이라크 대테러 서비스 및 대중 동원군이 존재한다. 이라크 헌법 제78조에 따라 이라크 총리가 총사령관 역할을 한다. 헌법 73조에 따르면 이라크 대통령은 참모총장 임명 승인 등 의례적·명예적 목적을 위한 ‘최고사령부’이다. 군대는 국방부(MoD)가 관리한다.
이라크군은 1920년대 초에 처음으로 창설되었다. 1936년부터 1941년 사이에 군대에 의해 6번의 군사 쿠데타가 일어났다. 군대는 1941년 영국-이라크 전쟁에서 처음으로 전투를 벌였다. 그들은 1948년 아랍-이스라엘 전쟁에서 이스라엘과 싸웠고, 1967년 6일 전쟁, 그리고 1973년 욤키푸르 전쟁에서 싸웠다. 1961~1970년, 1974~1975년에 쿠르드족과의 두 차례 전쟁이 벌어졌다. 훨씬 더 큰 갈등은 1980년 이라크가 발발하여 1988년까지 지속된 이란-이라크 전쟁이었다. 그 후 이라크가 쿠웨이트를 침공하기 시작했고, 이는 1991년 걸프 전쟁으로 이어졌고, 그리고 마침내 2003년의 이라크 전쟁으로 인해 연합 임시 당국에 의해 이라크 군대가 해체되었다. 이라크 전쟁 이후 막 시작된 이라크 군대는 미국이 주도한 이라크 침공에 따른 반란과 내전 기간 동안 반군 활동에 참여했다. 국가 군대가 참여한 최근 주요 분쟁은 2013~2017년 ISIS와의 전쟁이었다.
병참과 전투 공학은 전통적인 장점이었다. 이라크 군인들도 대개 어려운 상황에서 열심히 싸웠다.
2003년 미국의 이라크 침공으로 사담 후세인 정권이 무너지고 군 전체가 해체된 이후, 미국은 이라크 군대의 재건을 모색했고, 이에 따라 미국 국방부로부터 상당한 지원을 받았다. 2009년 1월 1일 미국-이라크 주둔군 지위 협정이 발효된 이후, 이라크군과 이라크 내무부는 이라크 전역에 걸쳐 안보를 제공하고 법과 질서를 유지할 책임이 있다.
이라크 군대는 역사적으로 아랍 세계에서 가장 유능한 군대 중 하나였다. 그러나 사담 후세인의 독재와 군사조직 간섭으로 인해 육군의 역량은 심각하게 약화되었다. 특히 육군은 이라크에서 가장 신뢰받는 국가기관 중 하나이다. 이라크군의 결함은 물류 및 군사 정보와 같은 기능 활성화에서 확인되었다. 첨단 재래식 작전에서 이라크의 능력은 현재 포병과 공군력의 부족으로 인해 제한되어 있다.

## 참고 문헌
- Broder, JOHN M.; Jehl, DOUGLAS (13 August 1990). “Iraqi Army: World's 5th Largest but Full of Vital Weaknesses : Military: It will soon be even larger. But its senior staff is full of incompetents, and only a third of its troops are experienced.”. 《Los Angeles Times》. 16 March 2016에 원본 문서에서 보존된 문서. 16 October 2017에 확인함.
- Friedman, Norman (1992). 《Desert Victory: The War for Kuwait》. United States Naval Institute Press (distributed by Airlife Publishing Ltd. in UK). ISBN 1-55750-255-2.
- IISS (2019). 《The Military Balance 2019》. Routledge. ISBN 978-1857439885.
- Pollack, Kenneth M. (2002). 《Arabs at War: Military Effectiveness, 1948–91》. Lincoln and London: University of Nebraska Press. ISBN 978-0-8032-3733-9.
- Rathmell, Andrew, Olga Oliker, Terrence K. Kelly, David Brannan, and Keith Crane, eds. Developing Iraq’s Security Sector: The Coalition Provisional Authority’s Experience. MG-365-OSD. Santa Monica, CA: RAND Corporation, 2005.
- Rayburn, Joel D; Sobchak, Frank K (2019). 《The U.S. Army in the Iraq War – Volume 1: Invasion – Insurgency – Civil War, 2003-2006.》. Carlisle, PA: Strategic Studies Institute and U.S. Army War College Press.
- Robinson, Colin D. (2022). “Why Did Rebuilding the Afghan and Iraqi Armies Fail?”. 《The RUSI Journal》 167 (4–5): 26–39. doi:10.1080/03071847.2022.2149124. S2CID 254388006.
- Wright, Donald R.; Reese, Timothy (2008). 《On Point II Transition to the New Campaign: The U.S. Army in Operation Iraqi Freedom May 2003-January 2005》. Fort Leavenworth, KS: Combat Studies Institute Press.

## 추가 참고 도서 목록
- Jane's Pointer, 'Iraq changes command structure,' 1993
- Major General Dr Naji Khalifa Jassim Al-Dahan, "Iraqi air defense: A historical and documentary study of its development and national and national role 1939- 1993," ISBN 978-9923-27-025-7, Dar Al-Academies Publishing and Distribution Company, Amman - Jordan, 2020
- Michael Eisenstadt, 'The Iraqi Armed Forces Two Years On,' Jane's Intelligence Review, March 1993, p. 121–127
- Hemphill, Paul (1979) `The Formation of the Iraqi Army, 1921–33', in Abbas Kelidar (ed.) The Integration of Modern Iraq, pp. 88–110. London: Croom Helm.
- Jane's, "Iraqi air defence - Fortress Iraq," Jane's Defence Weekly, 23 May 2002
- Kenneth M. Pollack, Arabs at War: Military Effectiveness 1948–91, University of Nebraska Press, Lincoln/London, 2002
- Andrew Rathmell, 'Iraq's Military: Waiting for Change,' Jane's Intelligence Review, Vol. 7, No.2, February 1995, p. 76–80
- Al-Marashi, Ibrahim; Salama, Sammy (2008). 《Iraq's Armed Forces: An Analytical History》. London and New York: Routledge. ISBN 978-0-415-40078-7. (one callmark UA853.I72 ALM)
- Sean Boyle, 'In wake of Desert Fox, Saddam moves to tighten his grip,' Jane's ChemBio Web/Geopolitical Resources (also Jane's Intelligence Review), 2 February 1999.
- Iraqi PMO. "رئيس مجلس الوزراء @MAKadhimi يؤكد أنّ تطوير المؤسسات الأمنية واصلاحها هي من أولويات المنهاج الوزاري الذي ينصّ على تعزيز أداء الأجهزة الأمنية المختلفة وتحقيق التكامل المطلوب بينها، والعمل بمبدأ أنَّ كلَّ القوات العسكرية والأمنية في خدمة الشعب وتطلعاته ووحدته وأمنه ... Pic.twitter.com/TYAN3Au34v." Twitter, 28 May 2020, twitter.com/IraqiPMO/status/1265950977829601282.